# Sainte-Croix-en-Jarez
Pour les articles homonymes, voir Sainte-Croix.
Sainte-Croix-en-Jarez (Sainti-Croéx-en-Jarez en francoprovençal forézien) est une commune française située dans le département de la Loire en région Auvergne-Rhône-Alpes.

## Géographie
Sainte-Croix-en-Jarez est située à 34 km de Saint-Étienne.
La superficie de la commune est de 12,05 km2 ; son altitude varie de 349  à   955 mètres.
|                     | Châteauneuf           | Longes (Rhône) |
| Farnay              | Sainte-Croix-en-Jarez |                |
| Saint-Paul-en-Jarez | Pélussin              | Pavezin        |

### Climat
Pour des articles plus généraux, voir Climat d'Auvergne-Rhône-Alpes et Climat de la Loire.
En 2010, le climat de la commune est de type climat océanique dégradé des plaines du Centre et du Nord, selon une étude du Centre national de la recherche scientifique s'appuyant sur une série de données couvrant la période 1971-2000. En 2020, Météo-France publie une typologie des climats de la France métropolitaine dans laquelle la commune est exposée à un climat de montagne ou de marges de montagne et est dans la région climatique Nord-est du Massif Central, caractérisée par une pluviométrie annuelle de 800 à 1 200 mm, bien répartie dans l’année.
Pour la période 1971-2000, la température annuelle moyenne est de 10,8 °C, avec une amplitude thermique annuelle de 17,2 °C. Le cumul annuel moyen de précipitations est de 890 mm, avec 9,5 jours de précipitations en janvier et 6,6 jours en juillet. Pour la période 1991-2020, la température moyenne annuelle observée sur la station météorologique de Météo-France la plus proche, « St-chamond-p », sur la commune de Saint-Chamond à 10 km à vol d'oiseau, est de 12,5 °C et le cumul annuel moyen de précipitations est de 681,9 mm,. Pour l'avenir, les paramètres climatiques de la commune estimés pour 2050 selon différents scénarios d'émission de gaz à effet de serre sont consultables sur un site dédié publié par Météo-France en novembre 2022.

## Urbanisme

### Typologie
Au 1er janvier 2024, Sainte-Croix-en-Jarez est catégorisée commune rurale à habitat dispersé, selon la nouvelle grille communale de densité à sept niveaux définie par l'Insee en 2022.
Elle est située hors unité urbaine et hors attraction des villes,.

### Occupation des sols
L'occupation des sols de la commune, telle qu'elle ressort de la base de données européenne d’occupation biophysique des sols Corine Land Cover (CLC), est marquée par l'importance des territoires agricoles (58 % en 2018), en augmentation par rapport à 1990 (56,6 %). La répartition détaillée en 2018 est la suivante : 
prairies (42,1 %), forêts (34,8 %), zones agricoles hétérogènes (15,9 %), milieux à végétation arbustive et/ou herbacée (7,1 %). L'évolution de l’occupation des sols de la commune et de ses infrastructures peut être observée sur les différentes représentations cartographiques du territoire : la carte de Cassini (XVIIIe siècle), la carte d'état-major (1820-1866) et les cartes ou photos aériennes de l'IGN pour la période actuelle (1950 à aujourd'hui).

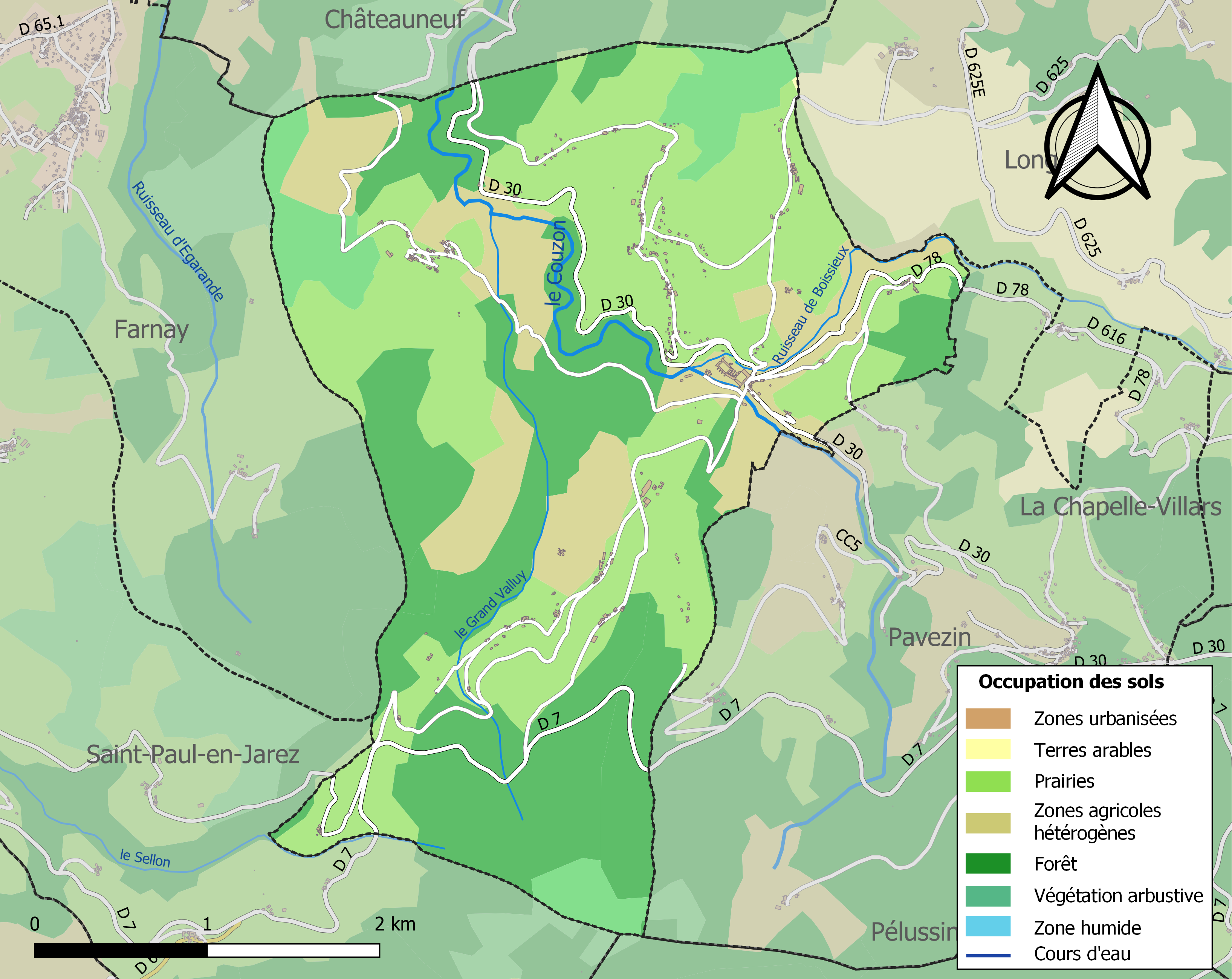
Carte des infrastructures et de l'occupation des sols de la commune en 2018 (CLC).

## Histoire

### La chartreuse de Sainte-Croix-en-Jarez
Le centre-bourg du village correspond à l'ancien monastère de chartreux fondé en 1280 par Béatrix de la Tour du Pin, veuve de Guillaume de Roussillon. La chartreuse de Sainte-Croix reste en activité de sa fondation jusqu'à 1792, date à laquelle la communauté monastique est expulsée.
Devenu Bien National à la Révolution Française, le monastère fut vendu aux enchères en 1794 en 44 lots aux familles des environs qui s'établirent à l'intérieur de celui-ci. Malgré la Restauration, les chartreux ne reviennent pas s'installer dans leurs anciens locaux, qui restent des biens privés.
Le monastère reste donc un village sous le nom de Sainte-Croix-en-Pavezin, car il dépendait alors de la commune voisine de Pavezin. Devenant une commune indépendante en 1888, le village prit le nom de Sainte-Croix-en-Jarez.
Il s'agit ainsi du seul monastère Chartreux au monde à être devenu un village.

## Politique et administration
| Période                                  | Période  | Identité             | Étiquette | Qualité |
| ---------------------------------------- | -------- | -------------------- | --------- | ------- |
| Les données manquantes sont à compléter. |          |                      |           |         |
| 1888                                     | 1888     | Félix Reynaud        |           |         |
| 1888                                     | 1900     | Alphonse Olive       |           |         |
| 1900                                     | 1912     | Jean-Baptiste Chaize |           |         |
| 1912                                     | 1935     | Pierre Brossy        |           |         |
| 1935                                     | 1935     | Pétrus Chataignon    |           |         |
| 1935                                     | 1942     | Jean-Marie Pitiot    |           |         |
| 1942                                     | 1947     | Jean Torgues         |           |         |
| 1947                                     | 1955     | Etienne Bonnel       |           |         |
| 1955                                     | 1971     | Claude Larderet      |           |         |
| 1971                                     | 1989     | Joseph Pailleux      |           |         |
| 1989                                     | 1997     | Jean-Louis Pitaud    |           |         |
| 2001                                     | 2014     | René Vassoille       |           |         |
| 2014                                     | en cours | Daniel Torgues       | DIV       |         |

## Démographie
L'évolution du nombre d'habitants est connue à travers les recensements de la population effectués dans la commune depuis 1891. Pour les communes de moins de 10 000 habitants, une enquête de recensement portant sur toute la population est réalisée tous les cinq ans, les populations de référence des années intermédiaires étant quant à elles estimées par interpolation ou extrapolation. Pour la commune, le premier recensement exhaustif entrant dans le cadre du nouveau dispositif a été réalisé en 2005.

En 2022, la commune comptait 484 habitants, en évolution de +3,86 % par rapport à 2016 (Loire : +1,32 %, France hors Mayotte : +2,11 %).
| 1891 | 1896 | 1901 | 1906 | 1911 | 1921 | 1926 | 1931 | 1936 |
| ---- | ---- | ---- | ---- | ---- | ---- | ---- | ---- | ---- |
| 520  | 491  | 452  | 469  | 438  | 349  | 361  | 349  | 314  |

| 1946 | 1954 | 1962 | 1968 | 1975 | 1982 | 1990 | 1999 | 2005 |
| ---- | ---- | ---- | ---- | ---- | ---- | ---- | ---- | ---- |
| 289  | 293  | 295  | 274  | 310  | 342  | 329  | 351  | 405  |

| 2006 | 2010 | 2015 | 2020 | 2022 | - | - | - | - |
| ---- | ---- | ---- | ---- | ---- | - | - | - | - |
| 410  | 435  | 461  | 477  | 484  | - | - | - | - |

## Culture locale et patrimoine

### Lieux et monuments
- Le village de Sainte-Croix-en-Jarez abrite la chartreuse de Sainte-Croix-en-Jarez, fondée au XIIIe siècle.
- Sur les hauteurs du village, se dresse la chapelle de Jurieu.
- Église Sainte-Croix de Sainte-Croix-en-Jarez.

### Héraldique
|  | Les armoiries de Sainte-Croix-en-Jarez se blasonnent ainsi : D’azur à la croix denchée d’argent cantonnée au I et au IV d’une fleur de lys d’or au II et au III d’une étoile du même. |

## Personnalités liées à la commune
- Béatrix, de la Famille de La Tour du Pin, veuve de Guillaume de Roussillon, fondatrice, en 1281, de la Chartreuse de Sainte-Croix-en-Jarez[19].

## Galerie

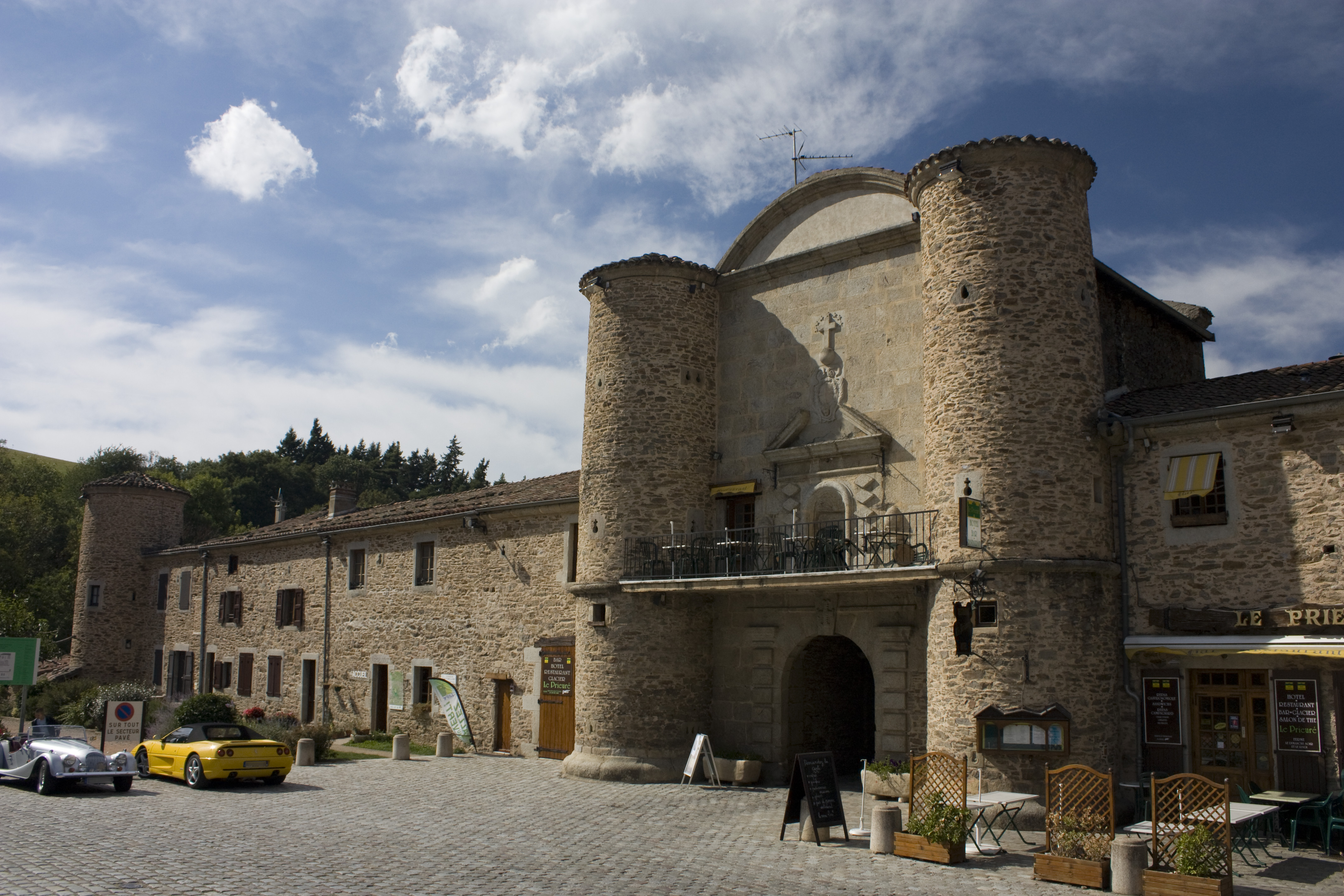
Entrée principale de l'ancienne chartreuse (façade sud).
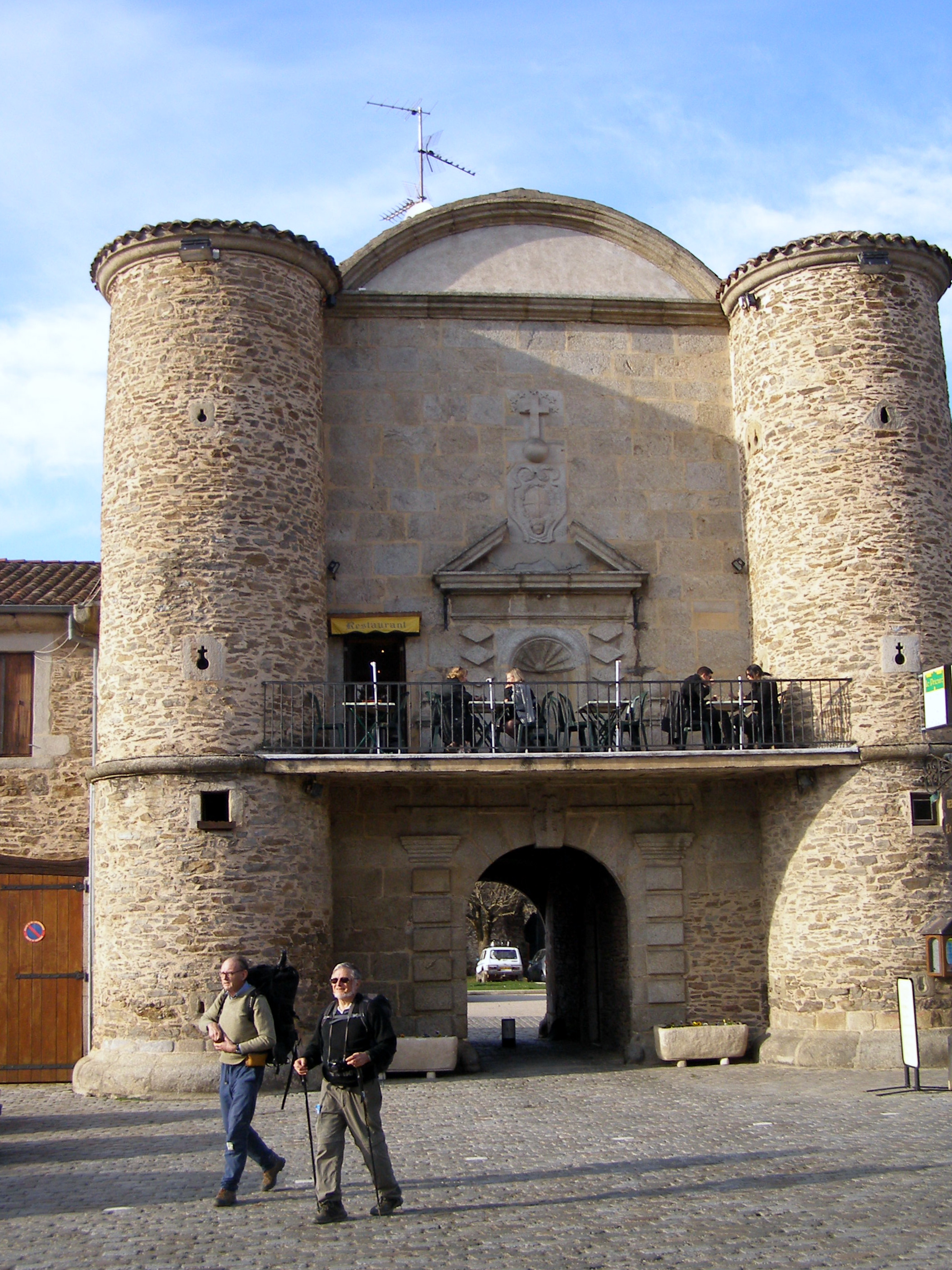
Porte monumentale d’accès à la chartreuse.
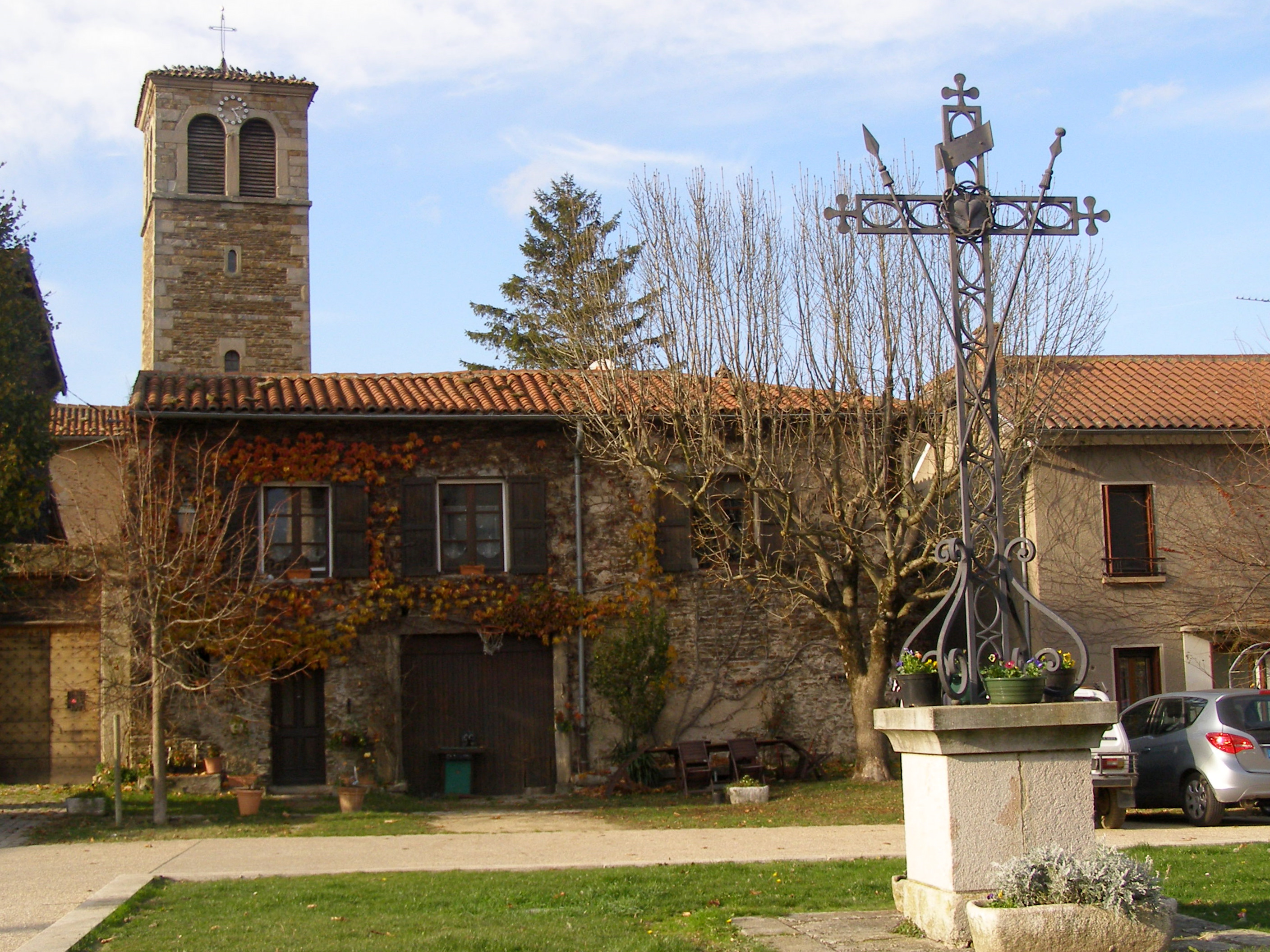
Vue sur l'une des deux cours intérieures de la chartreuse et sur le clocher de l'église.
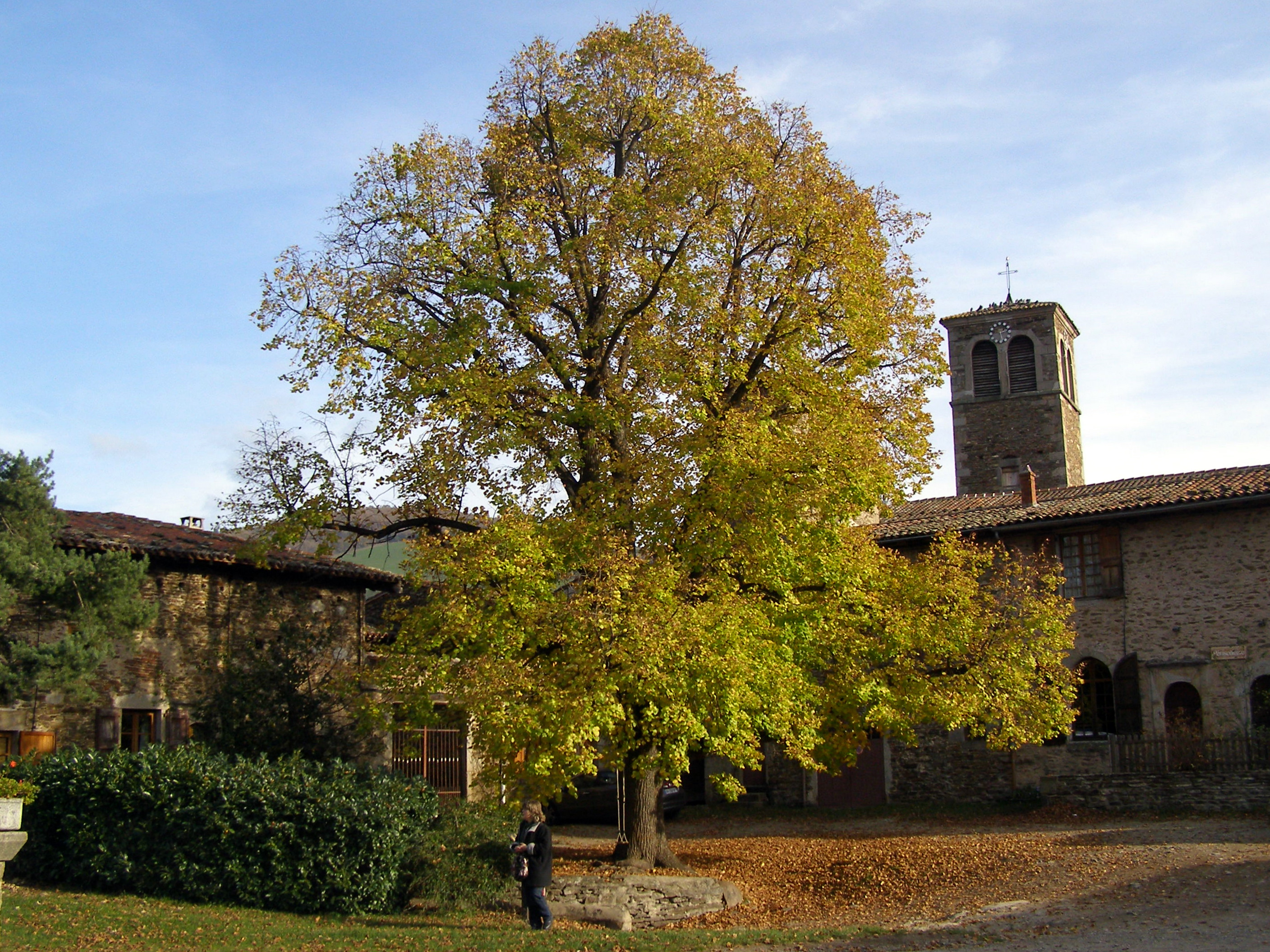
Couleurs d'automne à l'intérieur de la chartreuse.
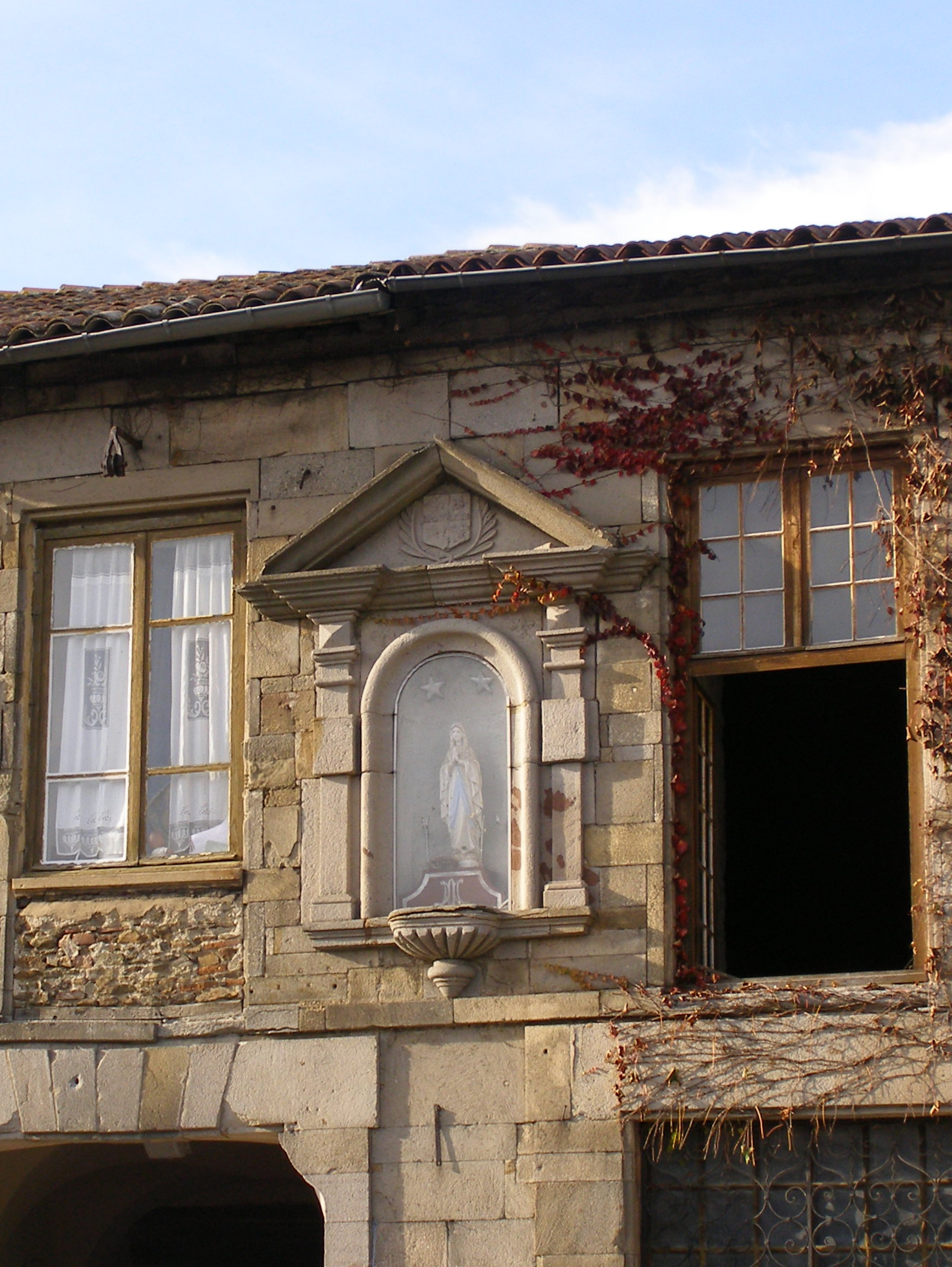
Une belle façade à l'intérieur de la chartreuse.
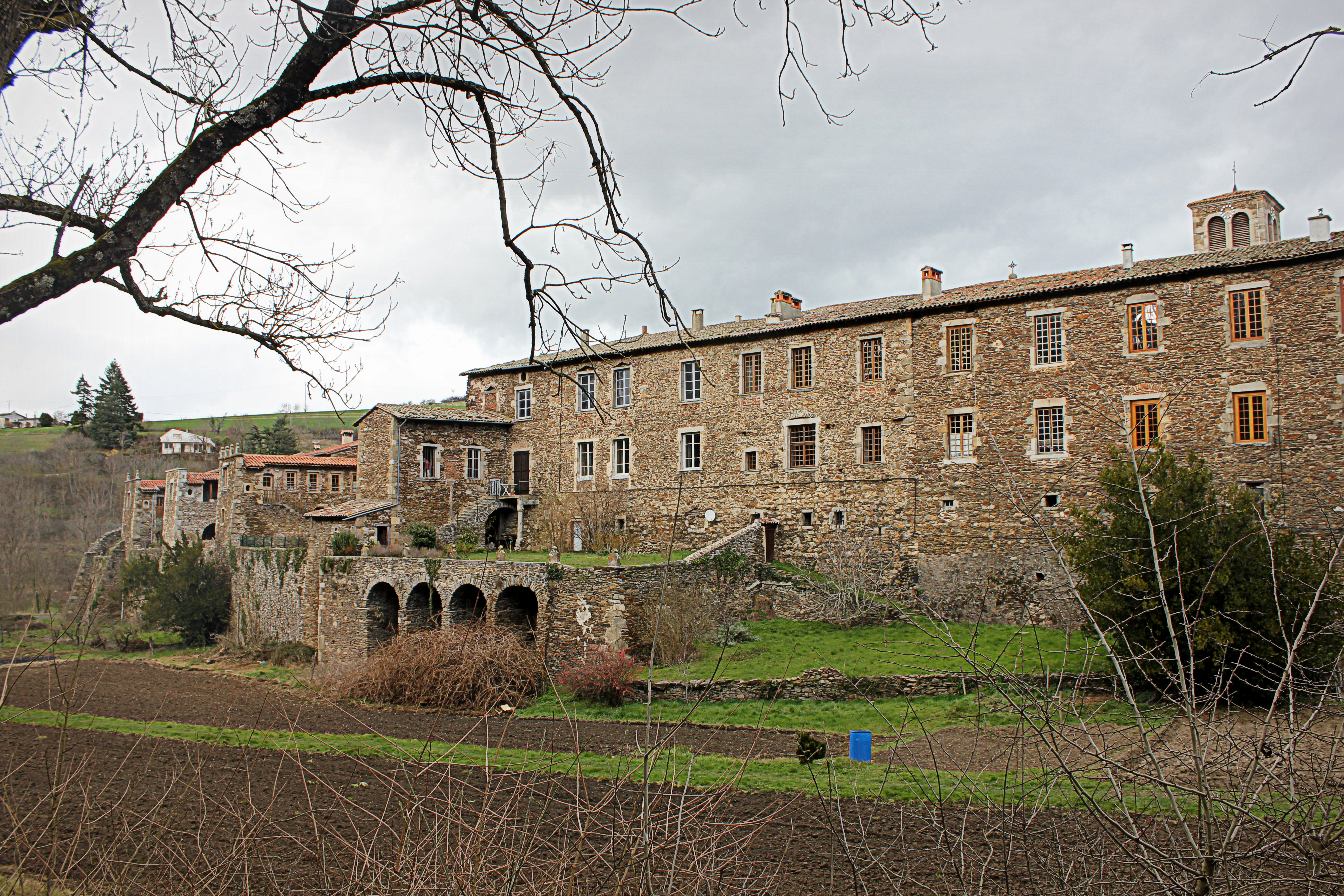
Vue arrière de la chartreuse.